# تپه خاتون لر
تپه خاتون لر مربوط به دوران‌های تاریخی پس از اسلام است و در جاده شهریار به اشتهارد، روستای خاتونلر واقع شده و این اثر در تاریخ ۵ آذر ۱۳۷۹ با شمارهٔ ثبت ۲۸۸۵ به‌عنوان یکی از آثار ملی ایران به ثبت رسیده است.